# Municipio de McGahan
El municipio de McGahan (en inglés: McGahan Township) es un municipio ubicado en el condado de Mountrail en el estado estadounidense de Dakota del Norte. En el año 2010 tenía una población de 55 habitantes y una densidad poblacional de 0,58 personas por km².

## Geografía
El municipio de McGahan se encuentra ubicado en las coordenadas 48°19′54″N 102°6′15″O / 48.33167, -102.10417. Según la Oficina del Censo de los Estados Unidos, el municipio tiene una superficie total de 94.55 km², de la cual 89,59 km² corresponden a tierra firme y (5,24 %) 4,96 km² es agua.

## Demografía
Según el censo de 2010, había 55 personas residiendo en el municipio de McGahan. La densidad de población era de 0,58 hab./km². De los 55 habitantes, el municipio de McGahan estaba compuesto por el 89,09 % blancos, el 3,64 % eran amerindios, el 7,27 % eran de otras razas. Del total de la población el 10,91 % eran hispanos o latinos de cualquier raza.